# Der Beg und der Fuchs
Der Beg und der Fuchs ist ein Zaubermärchen (A.-Th 530–59), das im bosnischen und mazedonischen Sprachraum bekannt ist.

## Handlung
Ein Beg, der nur ein Pferd, einen Jagdhund und eine Flinte besitzt, geht auf die Jagd, bindet sein Pferd an eine Buche und geht in den Wald. Als er von der Jagd mit einem Reh zurückkommt, sieht er einen Fuchs neben seinem Pferd liegen, den er erschießen will, doch der bitten darum es nicht zu tun, er wolle auch immer auf das Pferd aufpassen. Der Beg erbarmt sich, nimmt den Fuchs mit zu sich nach Hause, bereitet sich das Reh zu und gibt dem Fuchs die Eingeweide. Am nächsten Morgen geht der Beg wieder auf die Jagd, begleitet vom Fuchs, der das Pferd bewacht, während der Jäger im Wald ist. Da kommt ein Bär daher, der das Pferd fressen will. Der Fuchs aber rät diesem davon ab, er solle stattdessen auf den Herrn des Pferdes warten, der würde ihm Nahrung geben. Als der Beg wiederkommt, legt er auf den Bären an, wird aber vom Fuchs dazu überredet auch diesen mitzunehmen. Am darauffolgenden Tag gesellt sich ein Wolf zu ihnen, den der Beg ebenfalls mit nach Hause nimmt. Es folgen eine Maus und ein Maulwurf, dann ein weiterer Wolf und der riesige Vogel Kumrikuscha. Zuletzt kam noch ein Hase hinzu und der Beg fütterte alle diese Tiere.
Eines Tages erklärt sich der Fuchs zum Befehlshaber der Tiere und verkündet, dass sie ihren Beg verheiraten wollen. Zu diesem Zweck soll sich der Vogel Kumrikuscha zum Palast des Sultans begeben, dessen Tochter ergreifen und sie zum Beg bringen. Der Plan gelingt, doch der Sultan verspricht demjenigen, der sie zurückbringen würde, viele Schätze, also nimmt sich eine zauberkundige Zigeunerin der Sache an, spürt die Sultanstochter mit ihren Kräften auf und bringt sie mittels eines fliegenden Teppichs zurück zum Palast. Die nun Eingesperrte und Bewachte wird daraufhin vom Fuchs aufgesucht, der sich in eine bunte Katze verwandelt und unter ihrem Fenster spielt und miaut, sodass die Sultanstochter sie bemerkt und haben will. Da die sie bewachenden Dienerinnen die Katze aber nicht fangen können, kommt sie schließlich selbst heraus, woraufhin der Vogel Kumrikuscha sie erneut ergreift und abermals zum Beg bringt.
Diesmal rüstet der Sultan ein gewaltiges Heer, mit dem er gegen die Tiere zieht. Sogleich versammelt der Fuchs die Tiere und trägt ihnen auf so viele Genossen wie möglich zu benachrichtigen. 300 Bären und 500 Wölfe werden daraufhin zum ersten Nachtlager des feindlichen Heers geschickt, die sämtliche Pferde zerreißen. Zudem werden 800 Hasen damit beauftragt in die Kanonen zu pinkeln, damit diese unbrauchbar werden. Da sich der Sultan neue Pferde kauft, schickt der Fuchs 3000 Mäuse ins zweite Nachtlager, die den Auftrag haben alle Sättel zu zernagen, doch auch die ersetzt der Sultan. Um das dritte Nachtlager lässt der Fuchs dann von 8000 Maulwürfen die Erde zergraben, wobei ihnen die Bären beim Wegschaffen der Erde helfen. Am nächsten Morgen besteigt das Heer des Sultans die Pferde, als sie aber losziehen wollen, sinken sie in die Erde ein und der Fuchs schickt den Vogel Kumrikuscha mit seiner dreihundertköpfigen Schar, die damit beginnt Steine auf die Soldaten zu werfen. Der Sultan befiehlt sogleich den Rückzug, doch auch auf diesem Weg sinkt sein Heer ein und so werfen die Vögel Steine, bis allesamt und auch der Sultan tot sind.
In der Folge verlegt der Fuchs seinen Thron nach Stambul, wo er herrscht und mit dem Beg und dessen Frau, der Sultanstochter, ein vergnügliches Leben führt.

## Hintergrund
Das Märchen stammt aus dem Werk Bosanske narodne pripovijetke und steht dort auf Seite 60 (Beg i lisica, Sisak 1870). Im Deutschen erhielt es den Titel Der Beg und der Fuchs. Der Vogel Kumrikuscha wurde für die deutsche Version zurechtgemacht, da er nicht zu übersetzen ist. Die türkische Bedeutung lautet etwa „Turteltäuberich“. Eine mazedonische Version aus Marko Kostov Cepenkovs Mazedonische Volksschöpfungen (Skopje 1972) wurde ins Deutsche mit Der Habenichts und die Füchsin übersetzt. In dieser flieht ein Jüngling vor dem Zaren, dessen Sohn er aus Versehen verletzt hat und baut sich in der Ferne eine Hütte. Im Winter suchen ihn dann allerlei Tiere auf, die jeweils der Zar ihrer Art sind und werden von ihm aufgenommen. Nach der Entführung der Zarentochter, schickt der Zar erst drei Heere, die allesamt von den Tieren geschlagen werden und dann eine alte Zauberin, die die Zarentochter mittels eines fliegenden Zaubertopfes zurückholt. Die Tiere ergattern die Zarentochter erneut und nachdem ein weiteres großes Heer geschlagen ist, schließt der Zar Freundschaft mit ihnen, woraufhin alle zusammen an dessen Hofe leben.